# فرودگاه برمرهافن
فرودگاه برمرهافن (به انگلیسی: Bremerhaven Airport) (به زبان بومی: Regional Flughafen Bremerhaven) یک فرودگاه همگانی با کد یاتا BRV است . این فرودگاه در شهر برمرهافن کشور آلمان قرار دارد و در ارتفاع ۳ متری از سطح دریا واقع شده‌است.